# Jeffrey Wright

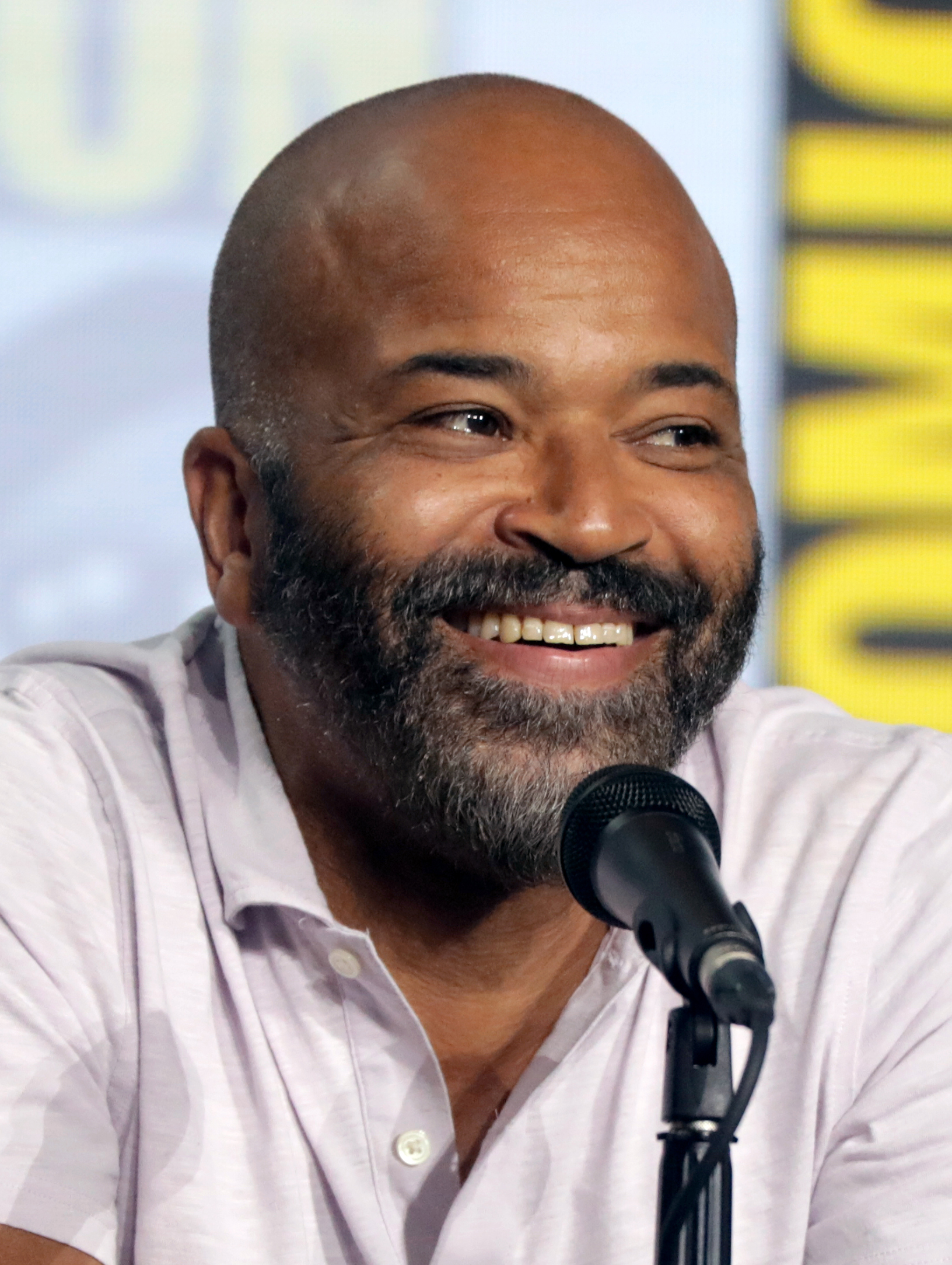
Jeffrey Wright auf der San Diego Comic Con 2019

Jeffrey Wright (* 7. Dezember 1965 in Washington, D.C.) ist ein US-amerikanischer Schauspieler, der unter anderem mit dem Tony, Emmy und Golden Globe ausgezeichnet wurde. Bekannte Rollen sind die Titelfigur in Basquiat, Felix Leiter in drei James-Bond-Filmen und Beetee in Die Tribute von Panem – Catching Fire.

## Leben und Karriere
Jeffrey Wright besuchte die St. Albans School for Boys in Washington. Anschließend ging er auf das Amherst College in Massachusetts. Dort machte er 1987 seinen Bachelor-Abschluss in Politikwissenschaft, um an einer juristischen Fakultät weiterzustudieren. Er entschied sich jedoch, stattdessen Schauspiel zu studieren. Als er ein Stipendium für die New York University bekam, besuchte er die Schule für zwei Monate, verließ sie dann aber wieder, um Vollzeit-Schauspieler zu werden. Er hatte einige Auftritte auf dem Off-Broadway in New York City und in Washington, D.C.
1990 war er das erste Mal in einem großen Film zu sehen. Er spielte einen Anwalt in Aus Mangel an Beweisen an der Seite von Harrison Ford. 1991 trat er John Housemans durch die Vereinigten Staaten tourender Theatergruppe The Acting Company bei. Gespielt wurden Ein Sommernachtstraum und Athol Fugards The Blood Knot.
Wright setzte seine Theaterdarstellungen fort und bekam 1994 die Rolle des Norman „Belize“ Arriaga in Tony Kushners prämiertem (später mit Wright verfilmtem) Stück Engel in Amerika. Seine Darstellung eines schwulen Krankenpflegers, der sich um den an AIDS erkrankten und im Sterben liegenden Roy Cohn kümmert, brachte ihm einen Tony Award.
1996 spielte er den Maler Jean-Michel Basquiat in dem Film Basquiat. Der Film zeigt die Leiden eines jungen und schwarzen Künstlers, der in einem Weiß-dominierten New York enorm erfolgreich wird, bis er im Alter von 27 Jahren tragisch stirbt. Wrights Darstellung wurde erneut von den Kritikern gelobt und gab ihm die Möglichkeit, mit bekannten Darstellern wie Gary Oldman, Willem Dafoe, Dennis Hopper und Christopher Walken zusammenzuarbeiten. Während der Dreharbeiten traf er zudem seine spätere Frau Carmen Ejogo, die er im August 2000 heiratete.
Während der 1990er und der frühen 2000er Jahre gab Wright unvergessliche Darstellungen in Haupt- und Nebenrollen. Darunter Rollen in Woody Allens Celebrity – Schön. Reich. Berühmt., Shaft Noch Fragen? und dem Fernsehfilm Boycott, in dem er erneut eine von Kritikern gelobte Darstellung, diesmal als Martin Luther King, gab und einen AFI Award gewinnen konnte. 2003 spielte er erneut Norman „Belize“ Arriaga in der prämierten Fernsehadaption von Angels in America an der Seite von Al Pacino, Emma Thompson und Meryl Streep unter der Regie von Mike Nichols. Seine Darstellung brachte ihm einen Emmy und einen Golden Globe in der Kategorie Bester Nebendarsteller in einer Miniserie. 2004 war er in Jonathan Demmes Neuverfilmung Der Manchurian Kandidat an der Seite von Denzel Washington, Meryl Streep und Liev Schreiber zu sehen. In diesem Jahr bekam er zudem einen Ehrendoktor von seiner Alma Mater Amherst College.
2005 spielte er in Lackawanna Blues mit, dem Regiedebüt seines Freundes George C. Wolfe, mit vielen angesehenen Afroamerikanern. Weitere Auftritte hatte er in Broken Flowers und Syriana. 2005 war er zudem mit dem Stück This Is How It Goes zusammen mit Kollegen wie Ben Stiller und Amanda Peet auf der Bühne.
2006 war Wright in M. Night Shyamalans Das Mädchen aus dem Wasser und im 21. James-Bond-Film Casino Royale zu sehen. Damit spielte er als erster Afroamerikaner die Rolle des CIA-Agenten Felix Leiter in einem offiziellen Bond-Film. Bernie Casey verkörperte diese lediglich in dem „inoffiziellen“ Bond-Film Sag niemals nie. Zudem ist Wright der Erste, der diese Rolle dreimal übernahm. Denn auch in der Fortsetzung James Bond 007: Ein Quantum Trost (2008) und in Keine Zeit zu sterben (2020) wirkte er mit. David Hedison übernahm die Rolle zweimal: 1973 in Leben und sterben lassen und 1989 in Lizenz zum Töten. 2008 spielte Wright an der Seite von Adrien Brody in dem Film Cadillac Records die Blueslegende Muddy Waters. 2013 spielte er die Rolle des Beetee in dem Science-Fiction-Film Die Tribute von Panem – Catching Fire und wiederholte diese Rolle in den beiden Fortsetzungen.
Ab 2016 verkörperte er mit Bernard Lowe eine der zentralen Figuren in der Science-Fiction-Western-Serie Westworld, die auf dem gleichnamigen Film aus dem Jahr 1973 aufbaut.
Für seine Hauptrolle in Cord Jeffersons Satire Amerikanische Fiktion (2023) erhielt Wright seine erste Oscar-Nominierung.
Wright und seine Frau Carmen Ejogo haben zwei Kinder und leben im New Yorker-Stadtteil Brooklyn.

## Filmografie (Auswahl)
- 1990: Aus Mangel an Beweisen (Presumed Innocent)
- 1993: Die Abenteuer des jungen Indiana Jones (The Young Indiana Jones Chronicles, Fernsehserie)
- 1996: Basquiat
- 1997: Sterben und erben (Critical Care)
- 1997: Homicide (Fernsehserie)
- 1998: Zum Sterben zu müde (Too Tired to Die)
- 1998: Celebrity – Schön. Reich. Berühmt. (Celebrity)
- 1998: Meschugge
- 1999: Ride with the Devil
- 2000: Shaft – Noch Fragen? (Shaft)
- 2000: Hamlet
- 2001: BoyKott
- 2001: Ali
- 2002: D-Tox – Im Auge der Angst (D-Tox)
- 2003: Engel in Amerika (Angels in America, Fernsehminiserie)
- 2004: Der Manchurian Kandidat (The Manchurian Candidate)
- 2005: Broken Flowers
- 2005: Syriana
- 2006: Das Mädchen aus dem Wasser (Lady in the Water)
- 2006: James Bond 007: Casino Royale (Casino Royale)
- 2007: BlacKout
- 2007: Invasion (The Invasion)
- 2008: James Bond 007: Ein Quantum Trost (Quantum Of Solace)
- 2008: W. – Ein missverstandenes Leben (W.)
- 2008: Cadillac Records
- 2011: Source Code
- 2011: The Ides of March – Tage des Verrats
- 2011: Extrem laut & unglaublich nah (Extremely Loud & Incredibly Close)
- 2012: Dr. House (House, Fernsehserie)
- 2013: Broken City
- 2013: A Single Shot – Tödlicher Fehler (A Single Shot)
- 2013: Mister & Pete gegen den Rest der Welt (The Inevitable Defeat of Mister & Pete)
- 2013: Die Tribute von Panem – Catching Fire (The Hunger Games: Catching Fire)
- 2013: Only Lovers Left Alive
- 2013–2014: Boardwalk Empire (Fernsehserie)
- 2014: Die Tribute von Panem – Mockingjay Teil 1 (The Hunger Games: Mockingjay – Part 1)
- 2015: Die Tribute von Panem – Mockingjay Teil 2 (The Hunger Games: Mockingjay – Part 2)
- 2015: Arlo & Spot (The Good Dinosaur) – Stimme von Poppa Henry
- 2016–2022: Westworld (Fernsehserie)
- 2018: Friday’s Child
- 2018: Monster! Monster? (Monster)
- 2018: Game Night
- 2018: Wolfsnächte (Hold the Dark)
- 2018: Ein ganz gewöhnlicher Held (The Public)
- 2019: Grünes Ei mit Speck (Green Eggs and Ham, Fernsehserie, 13 Episoden, Stimme)
- 2019: Die Geldwäscherei (The Laundromat)
- 2019: Der Distelfink (The Goldfinch)
- 2019: Rick and Morty (Fernsehserie, Episode 4x02, Stimme)
- 2020: All Day and a Night
- 2021–2024: What If…? (Fernsehserie, Stimme)
- 2021: James Bond 007: Keine Zeit zu sterben (No Time to Die)
- 2021: The French Dispatch
- 2022: The Batman
- 2023: Asteroid City
- 2023: Rustin
- 2023: Ich bin Groot (I Am Groot, Fernsehserie, Folge 2x05, Stimme)
- 2023: Amerikanische Fiktion (American Fiction)
- 2025: The Last of Us (Fernsehserie, Folge 2x04, Folge 2x07)
- 2025: Der phönizische Meisterstreich (The Phoenician Scheme)
- 2025: Highest 2 Lowest

## Auszeichnungen
- 1994: Tony Award für Angels in America: Perestroika als bester Nebendarsteller in einem Theaterstück
- 2000: Toronto Film Critics Association Award für Shaft – Noch Fragen? als bester Nebendarsteller
- 2002: Tony-Award-Nominierung für Topdog/Underdog als bester Hauptdarsteller in einem Theaterstück
- 2002: AFI TV Award für Boycott
- 2004: Emmy-Award für Angels in America als bester Nebendarsteller in einer Miniserie oder Fernsehfilm
- 2004: Golden Globe Award für Angels in America als bester Nebendarsteller in einer Miniserie oder Fernsehfilm
- 2004: Black Reel Award für Angels in America als bester Nebendarsteller im Fernsehen
- 2005: San Diego Film Critics Society Award für Broken Flowers als bester Nebendarsteller
- 2006: Black Reel Award für Lackawanna Blues als bester Nebendarsteller im Fernsehen
- 2017: Emmy-Nominierung für Westworld als bester Nebendarsteller in einer Dramaserie
- 2023: Montecito Award des Santa Barbara International Film Festivals[1]
- 2024: Golden-Globe-Nominierung für Amerikanische Fiktion als bester Hauptdarsteller (Komödie oder Musical)
- 2024: Oscar-Nominierung für Amerikanische Fiktion als bester Hauptdarsteller